# Mark Hudson
Ne pas confondre avec Mark Hudson, footballeur anglais.
Mark Hudson (né le 23 août 1951) est un musicien américain , compositeur et producteur de musique basé à Los Angeles et New York. Après des débuts au sein des Hudson Brothers, il gagne en notoriété en travaillant avec des artistes de prestige tels que Aerosmith, Scorpions, Ozzy Osbourne et Ringo Starr. 
Entre 1998 et 2007, il travaille sur neuf albums de ce dernier, compose avec lui un grand nombre de chansons et participe à ses tournées, avant qu'une brouille entre eux n'éclate au cours de la préparation de l'album Liverpool 8.
Cet article a été partiellement traduit du wikipedia anglophone consacré à Mark Hudson. 

## Avec Aerosmith
Hudson a co-écrit le tube "Livin' on the Edge" d'Aerosmith, lauréat d'un Grammy Award, en 1993, et a depuis co-écrit un total de 12 chansons pour Aerosmith. Il a coproduit leur album de 2001 Just Push Play, co-écrivant six des douze chansons de l'album.
Hudson, avec Steven Tyler, Joe Perry, Paul Santo et Marti Frederiksen, forment un collectif informel d'auteurs-compositeurs, de musiciens et de producteurs connu sous le nom de "Boneyard Boys", considéré comme responsable du processus créatif d'Aerosmith.

## Avec Ringo Starr
Pendant dix ans à partir de 1998, Hudson a été la principale force motrice en tant que producteur et compositeur derrière la carrière florissante de Ringo Starr en tant qu'artiste. Dans cette entreprise, Hudson a produit ou coproduit neuf albums pour Ringo. Il y a cinq albums studio : Vertical Man (1998), I Wanna Be Santa Claus (1999), Ringo Rama (2003), Choose Love (2005) et Liverpool 8 (2008). Trois albums live sont également sortis au cours de cette relation de travail : VH1 Storytellers (1998), Ringo Starr and Friends (2006) et Ringo Starr : Live at Soundstage (2007). Le neuvième album - un album de compilation Ringo 5.1: The Surround Sound Collection - comprend des remix de treize morceaux produits à l'origine par Hudson et Ringo. Il a été nommé pour le meilleur album de son surround lors de la 51e cérémonie annuelle des Grammy Awards pour l'année 2007-2008.
Les neuf albums coproduits par Hudson comportaient un total de 82 chansons différentes. 17 des 82 chansons étaient des reprises de divers classiques et anciens. Les 65 autres sont de nouvelles chansons. Soulignant la primauté de son rôle dans la création des albums, Hudson a été crédité comme co-auteur de 64 des 65 nouvelles chansons.
Hudson a engagé Steven Tyler comme chanteur invité sur un remake de la chanson " Drift Away " de Dobie Gray pour l'album Vertical Man . Peu de temps avant la sortie, le label de Tyler a exigé que sa voix soit supprimée et il a été remplacé par Tom Petty sur l'album officiellement sorti. Cependant, la version de l'enregistrement mettant en vedette Tyler avait été diffusée sur des disques promotionnels avancés et s'était retrouvée sur des disques pirates.
En 2003, Ringo a déclaré au magazine professionnel de l'industrie audio Mix : "Mark remet le plaisir dans l'enregistrement. Nous passons toujours un si bon moment. Il fait savoir au musicien que tout est possible... C'est un grand musicien, il a beaucoup d'énergie et c'est très amusant de travailler avec lui."
En juin 2007, l'avocat de Ringo, Bruce Grakal, a déclaré au magazine Beatlefan (numéro 141) que le partenariat entre Hudson et Ringo était terminé et qu'ils ne travailleraient plus ensemble. Grakal a affirmé que la scission s'était produite parce que Hudson avait demandé à se retirer de l'une des tournées de Ringo - prétendument à court préavis. Hudson s'était vu offrir un rôle majeur dans une émission de télévision en réseau The One: Making a Music Star qui était en conflit avec la tournée de Ringo. Hudson a déclaré dans une interview avec le magazine Beatlefan que le retrait de la tournée du groupe All-Starr 2006 n'était pas la principale raison de la scission et a la préférence de Ringo pour l'utilisation de sons plus synthétisés pour son prochain album.
Avant la scission avec Ringo, Hudson avait co-écrit et enregistré les 12 chansons entendues sur la version finale de l'album Liverpool 8. Après la scission, Ringo a fait remixer les morceaux par Dave Stewart qui a été crédité comme "re-producteur". L'album est sorti en janvier 2008 sur EMI / Capitol Records dans le cadre du nouveau contrat d'enregistrement de Ringo, après avoir quitté Koch Records fin 2006.
En 2003, Hudson a formé une société de disques détenue conjointement avec Ringo Starr appelée Pumkinhead Records destinée à sortir des enregistrements d'autres artistes. La distribution du label a été mise en place via EMI. Le label a sorti un album intitulé Fake Songs de Liam Lynch, le créateur de l'émission de marionnettes à chaussettes de MTV Sifl and Olly.

## Producteur du single caritatif multi-stars "Tears in Heaven"
En 2005, Hudson a produit un nouvel enregistrement multi-artistes de la chanson " Tears in Heaven " de Eric Clapton en 1993 en tant que single caritatif pour les victimes du tremblement de terre et du tsunami de 2004 dans l'océan Indien . Les fonds collectés grâce au projet, initié par Sharon Osbourne, sont allés à l'association caritative Save the Children. Hudson a enregistré la chanson au Royaume-Uni, aux États-Unis et en Europe. Parmi les musiciens recrutés par Hudson et Osbourne pour l'enregistrement figuraient : Elton John, Rod Stewart, Steven Tyler, Ozzy Osbourne, Phil Collins, Ringo Starr, Gavin Rossdale, Paul Santo, Gwen Stefani, Mary J. Blidge, Pink, Kelly Osbourne, Katie Melua, Josh Groban, Andrea Bocelli et les membres de Velvet Revolver : Slash, Duff McKagan, Matt Sorum, Dave Kushner et Scott Weiland. L'enregistrement a également présenté l'acteur Robert Downey Jr..

## Autre travail
En 1985, il partage la vedette avec Geena Davis dans l'émission télévisée Sara, jouant son voisin Stuart Webber. Hudson a également travaillé en étroite collaboration avec Phil Ramone et a fait les chœurs sur de nombreux albums / chansons produits par Ramone, tels que "Crazy for You" de Madonna. 
En 1986, il était le chef d'orchestre interne de l'éphémère The Late Show Starring Joan Rivers sur le réseau Fox. Rivers a appelé le groupe "Mark Hudson, The Party Boys and The Tramp".
En juillet 1994, il rejoint Disney's Hollywood Records en tant qu'auteur-compositeur et producteur pour des artistes tels que Alice Cooper et Aerosmith. Disney l'a engagé pour affiner la production et identifier de nouveaux actes.
En 2004, il a été recruté par Sharon Osbourne pour rejoindre son équipe en tant que coach vocal pour l'émission de télévision britannique The X Factor. Surnommé «Weird Beard» en raison de sa pilosité faciale colorée et de ses vêtements flamboyants, il a entraîné tous les moins de 25 ans dans la première série et les plus de 25 ans dans la seconde.
Il a également co-écrit 3 titres sur le coffret de Bon Jovi en 2004, 100,000,000 Bon Jovi Fans Can't Be Wrong.
Le 5 mars 2006, il a atteint son premier numéro 1 dans le Top 40 des singles britanniques avec une chanson originale qu'il avait écrite pour Chico Slimani, candidat à X Factor. Appelé "Chico Time", il a déplacé Madonna du haut du classement. Il s'est vendu à plus de 100,000 exemplaires au Royaume-Uni.
The X Factor: Battle of the Stars a été projeté au Royaume-Uni au cours de la semaine du 29 mai 2006. Hudson a été recruté pour reprendre son rôle d'entraîneur, cette fois avec des célébrités qui ont joué dans une version une fois par nuit d'une semaine de l'émission, collectant des fonds pour l'association caritative qu'ils ont choisie. L'émission a été remportée par Lucy Benjamin, actrice; le finaliste était Matt Stevens, Angleterre Rugby International. Le public britannique a voté pour ses favoris alors que Sharon Osbourne, Louis Walsh et Simon Cowell siégeaient au jugement.
À la demande d'Hudson, Steven Tyler d'Aerosmith a fait une apparition sur le single de juillet 2006 de Keith Anderson intitulé "Three Chord Country and American Rock & Roll", la chanson titre de son premier album solo. Le single a été remixé par Hudson à Nashville et la voix de Tyler a été ajoutée au studio d'Hudson à Los Angeles.
En 2006, Hudson a de nouveau assumé son rôle d'entraîneur sur la 3e série de The X Factor , cette fois en entraînant tous les actes sur une base hebdomadaire.
Au début de 2007, Hudson a été invité à participer pour la troisième année consécutive à la Canadian Music Week (CMW). Le CMW est l'événement le plus prestigieux du calendrier de l'industrie de la musique au Canada, présentant plus de 500 groupes dans 40 salles et invitant des experts de l'industrie à partager leurs connaissances lors de séminaires. Le panel du séminaire d'Hudson comprenait d'autres associés auteurs-compositeurs, Nile Rodgers, Glen Ballard et Don Was. Il est également monté sur scène pour une soirée "in-the-round" au CMW Songwriter's Festival 2007.
Pour la semaine du 19 juillet 2007, Hudson était le DJ remplaçant sur WBIG-FM, une station de radio basée à Washington, DC.
Le 28 octobre 2007, Hudson a fait ses débuts professionnels sur scène en solo dans un spectacle solo à guichets fermés intitulé "Livin 'on the Edge" à Puck, Doylestown, Pennsylvanie. Pendant le spectacle, Hudson a transmis ses expériences avec l'élite de la musique rock en utilisant des anecdotes humoristiques, des imitations et de la musique.
En 2007, il a participé en tant que conseiller au New York and Las Vegas 10th Anniversary Rock 'n Roll Fantasy Camp [13] et, en 2008, au camp de Los Angeles. Les camps sont l'occasion pour les amateurs de musique non professionnels de se produire avec des musiciens professionnels.
Hudson vend actuellement des tirages de ses œuvres d'art originales ainsi qu'une gamme d'autres marchandises.
Hudson a travaillé avec Alexander James McLean, membre du boys band The Backstreet Boys, sur le premier album solo d'AJ. Hudson a également écrit des chansons avec JC Chasez de 'N Sync.
Le 13 avril 2008, Hudson a été invité à se produire pour le président américain Bill Clinton lors d'un rassemblement de collecte de fonds soutenant la campagne d'investiture d'Hillary Clinton. La performance a eu lieu à Puck, Doylestown, PA.
En mars 2009, il a présenté un lancement en douceur de son premier album solo, intitulé The Artist , à la convention The Fest For Beatles Fans dans le New Jersey, où il a également présenté en avant-première des vidéoclips pour les chansons " Happy " et " All The Tea in China ". , ce dernier mettant également en vedette son frère Brett Hudson.